# Église Saints-Pierre-et-Paul de Cracovie
Pour les articles homonymes, voir Église Saints-Pierre-et-Paul.
L'église Saints-Pierre-et-Paul (en polonais Kościół Świętych Apostołów Piotra i Pawła) est un édifice religieux catholique polonaise de style baroque, construite comme église du collège jésuite entre 1597 et 1619 par Giovanni Maria Bernardoni dans l'ancienne capitale de la Pologne, aujourd'hui le centre historique de Cracovie. Dédiée à saint Pierre et saint Paul, sa façade est un exemple caractéristique de l'influence architecturale exercée par l'Église du Gesù (de Rome) sur les constructions jésuites partout dans le monde.

## Historique
L'église est construite à l'initiative du prêtre Piotr Skarga pour la Compagnie de Jésus. Elle est sous la protection du roi Sigismond III qui la fonde. Elle est réaménagée au tournant du XVIe siècle et du XVIIe siècle par l'architecte Giovanni Trevano, entre autres, à l'exemple de l'église du Gesù de Rome. Elle est terminée en 1635. C'est alors la première église de style baroque de Cracovie. Une pendule de Foucault est installée dans la coupole. La dépouille de Piotr Skarga, prédicateur jésuite renommé, se trouve dans la crypte.
Les statues des douze apôtres se dressent à l'entrée de l'église. Elles sont de style baroque tardif. Ce sont des copies du XVIIIe siècle, car les originales ont été abîmées par l'érosion et l'exposition à l'air. L'église est entièrement restaurée en 2003. Elle souffrait alors de la pollution des émissions des aciéries de Nowa Huta.

## Galerie d'images

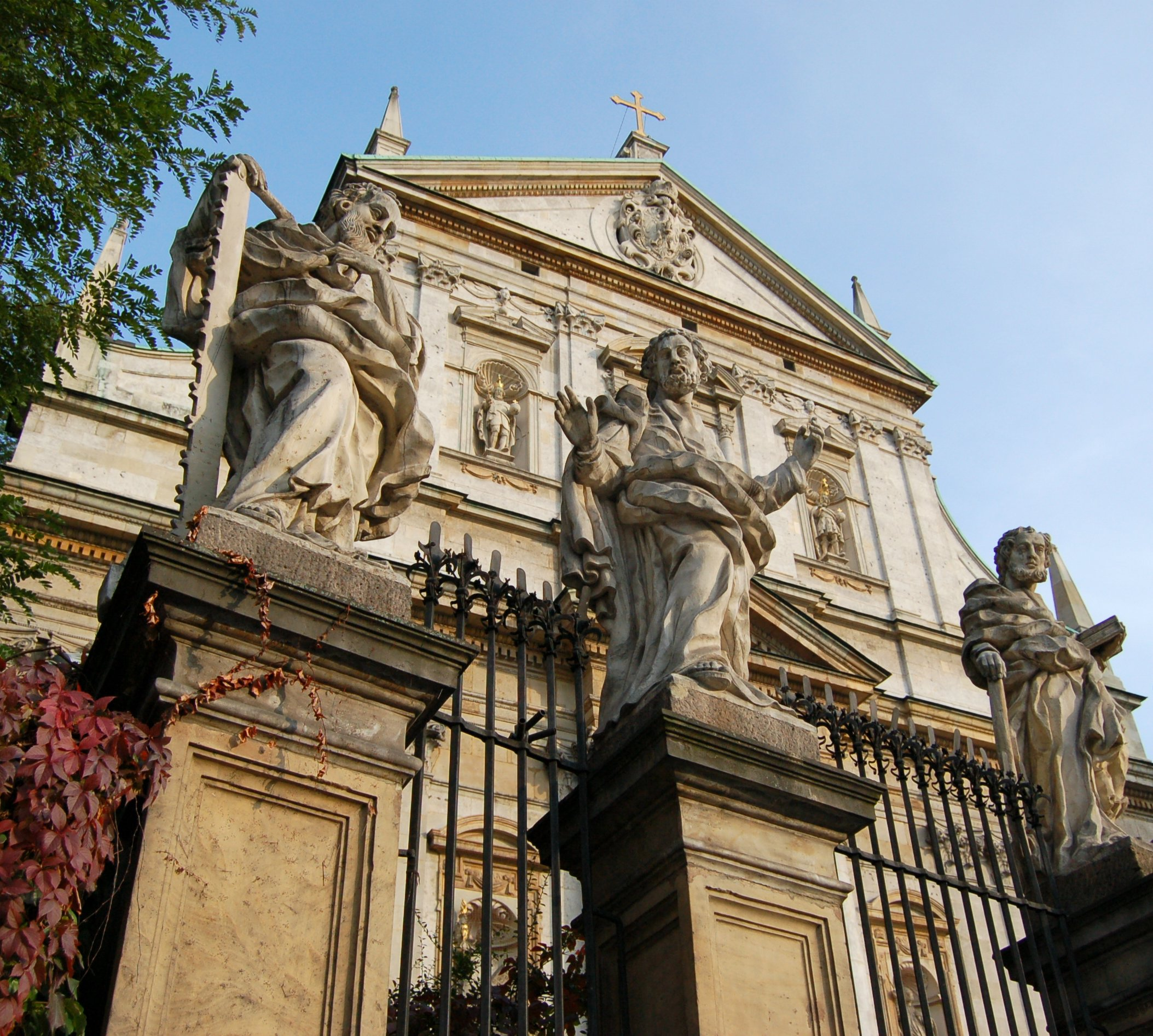
Les statues de saints
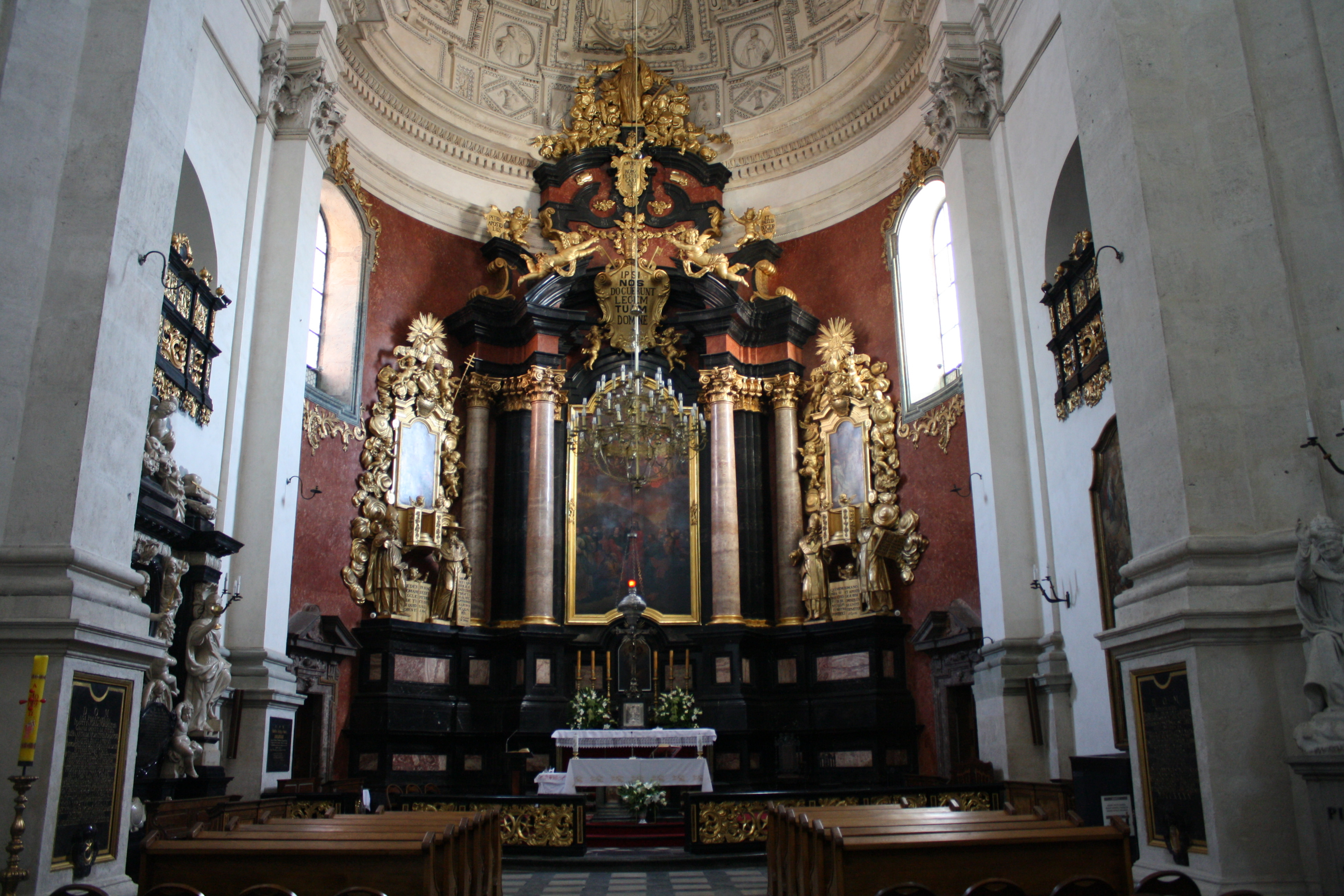
Autel principal
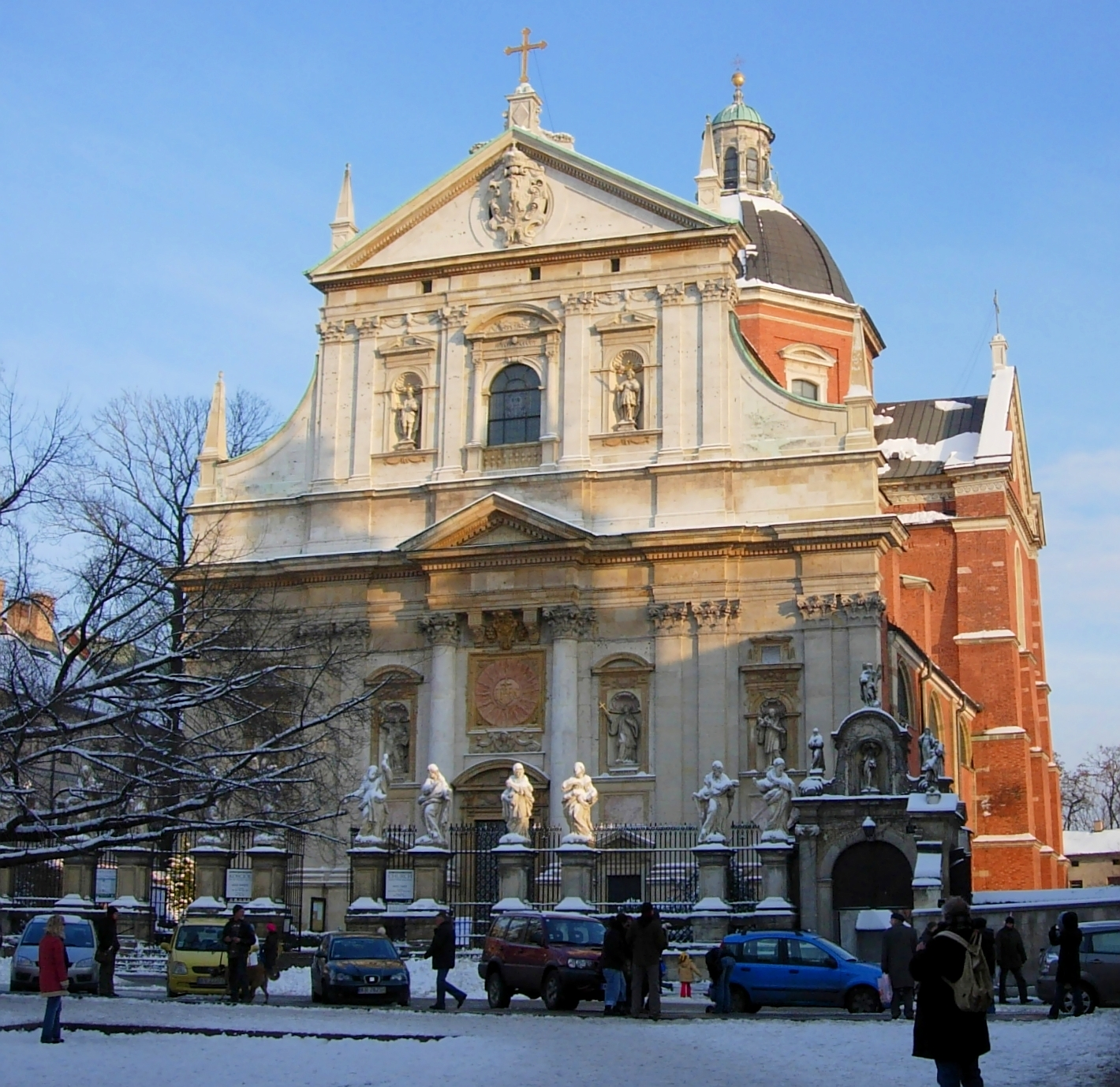
La façade en hiver
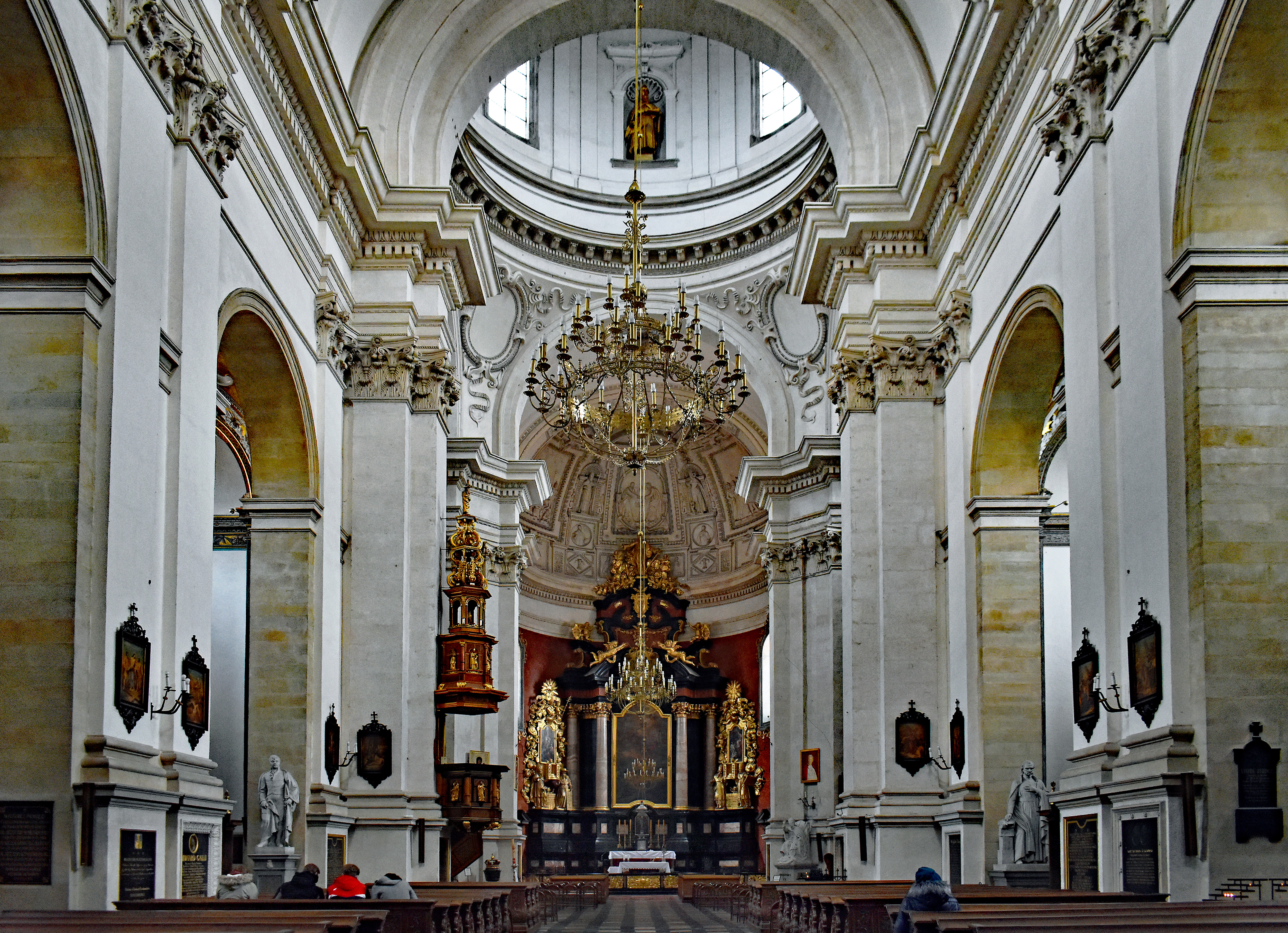
Intérieur
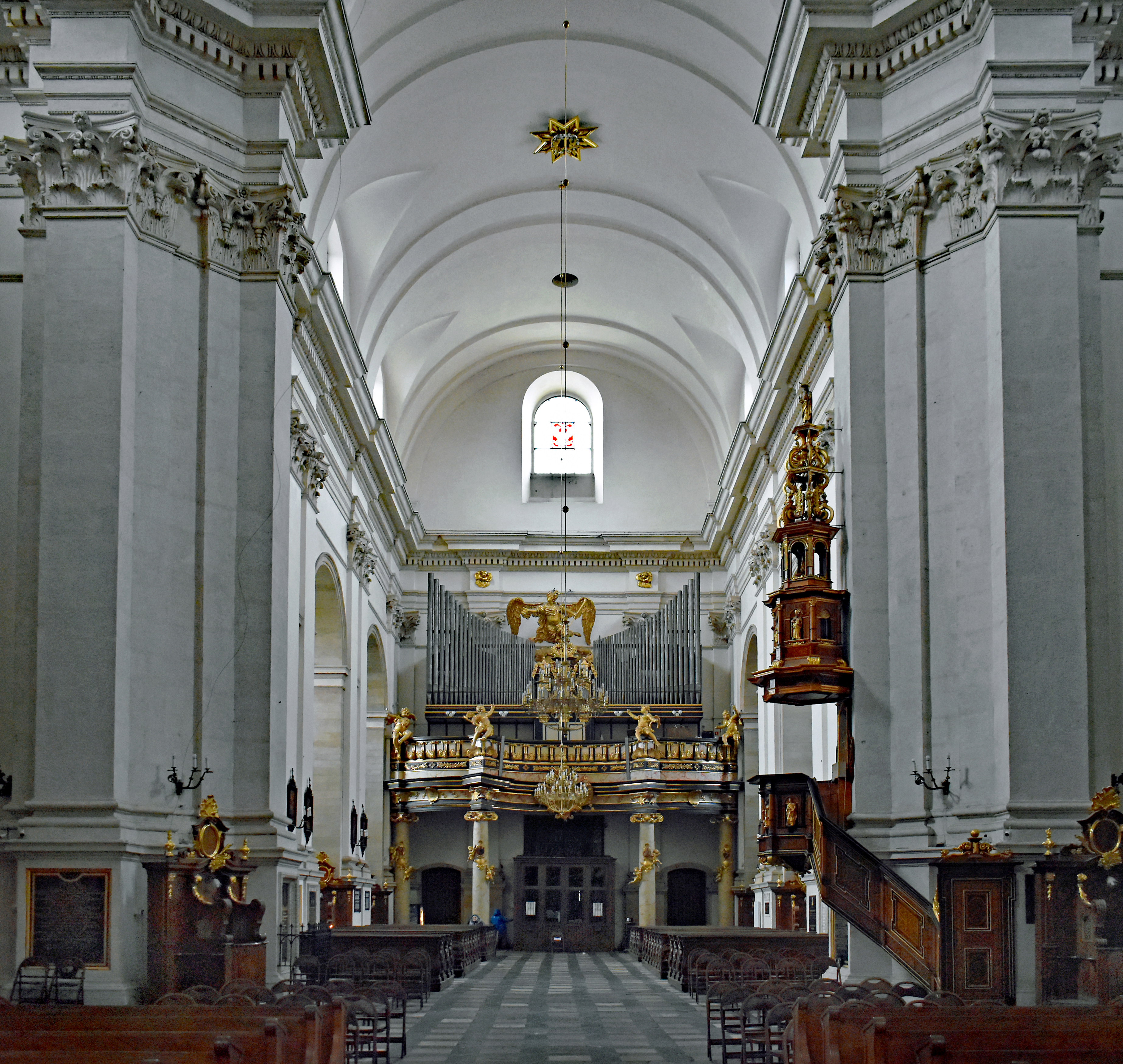
Chœur, orgue, chaire
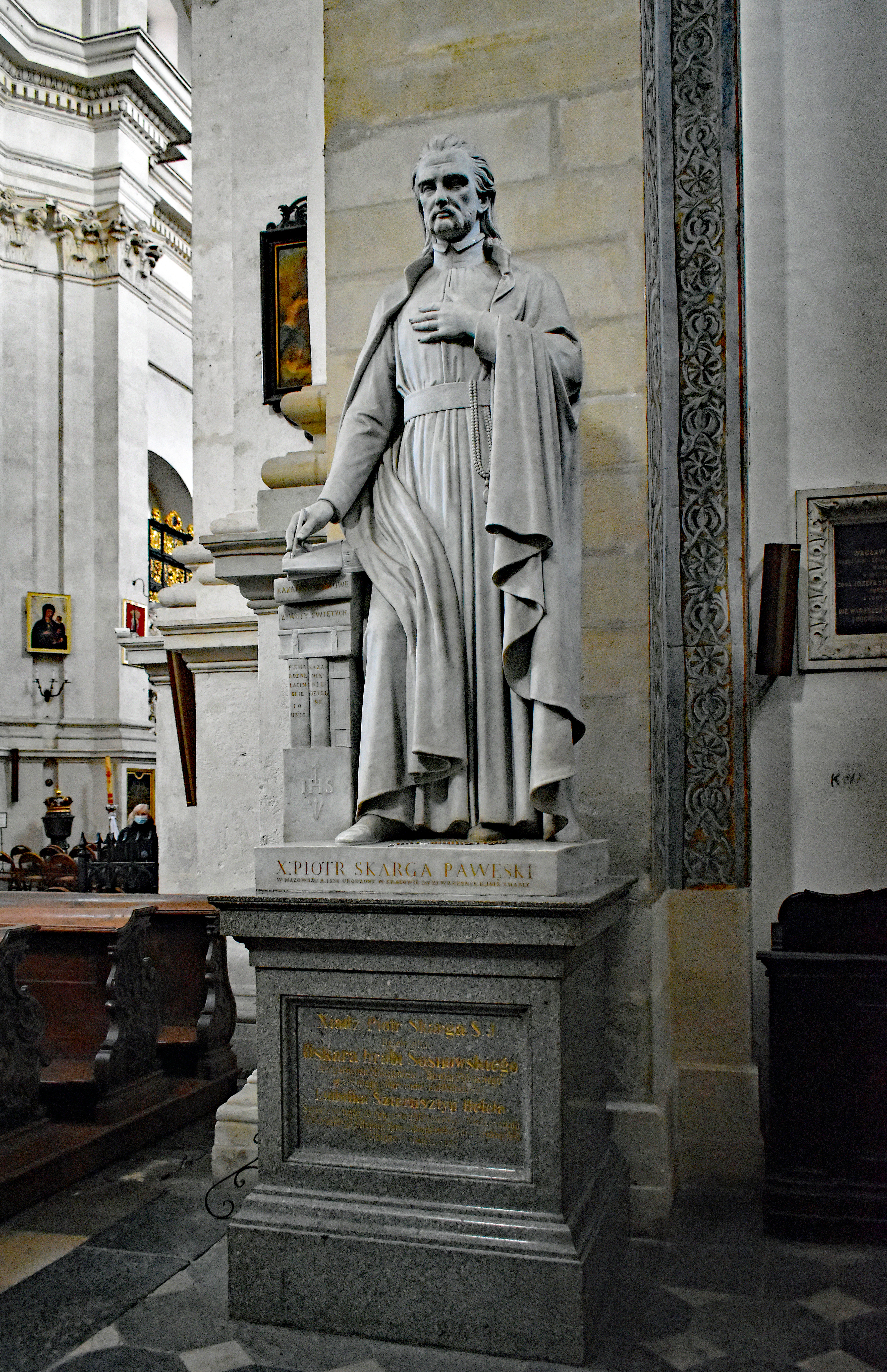
Monument à Piotr Skarga
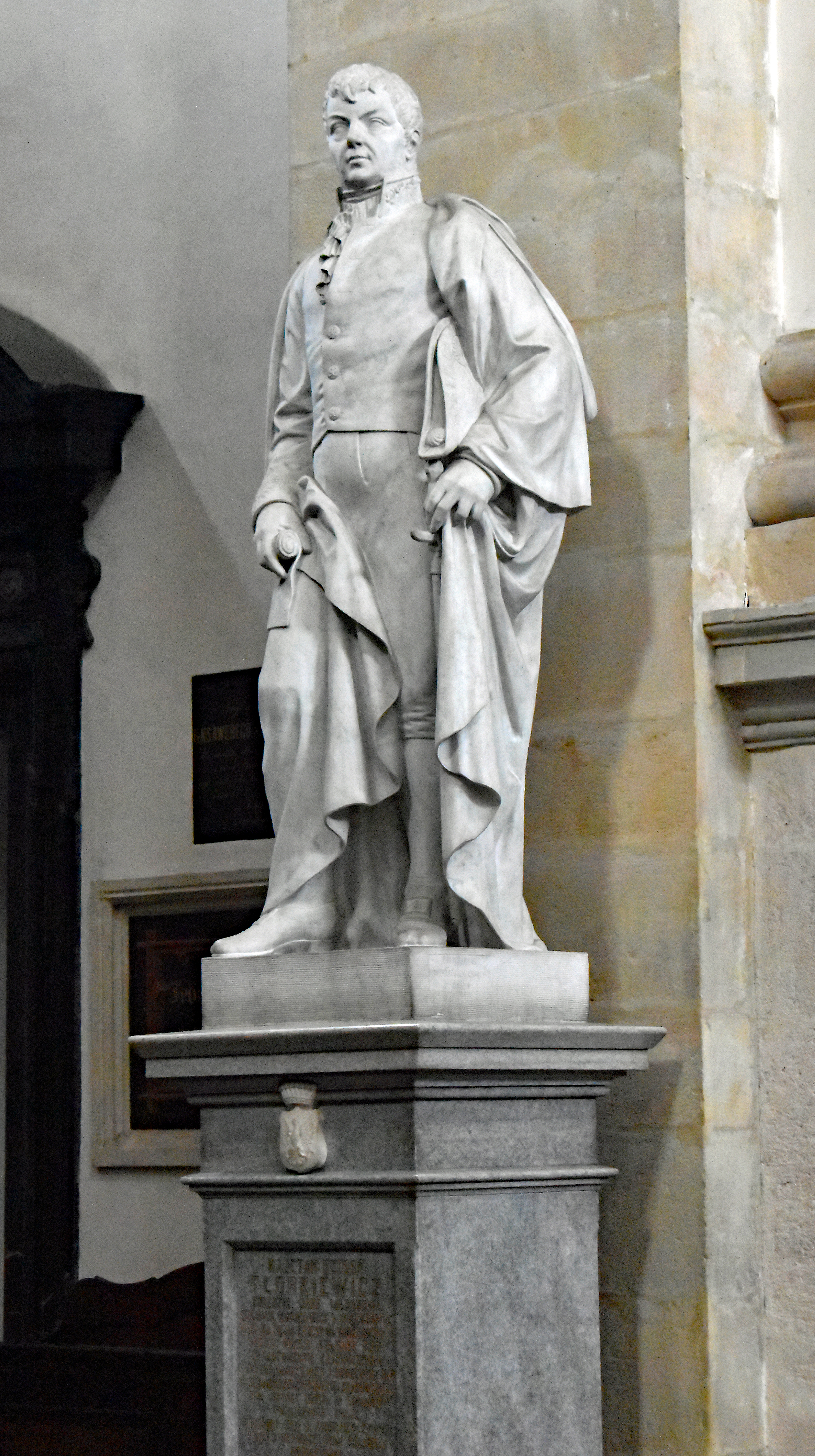
Monument à Kajetan Florkiewicz
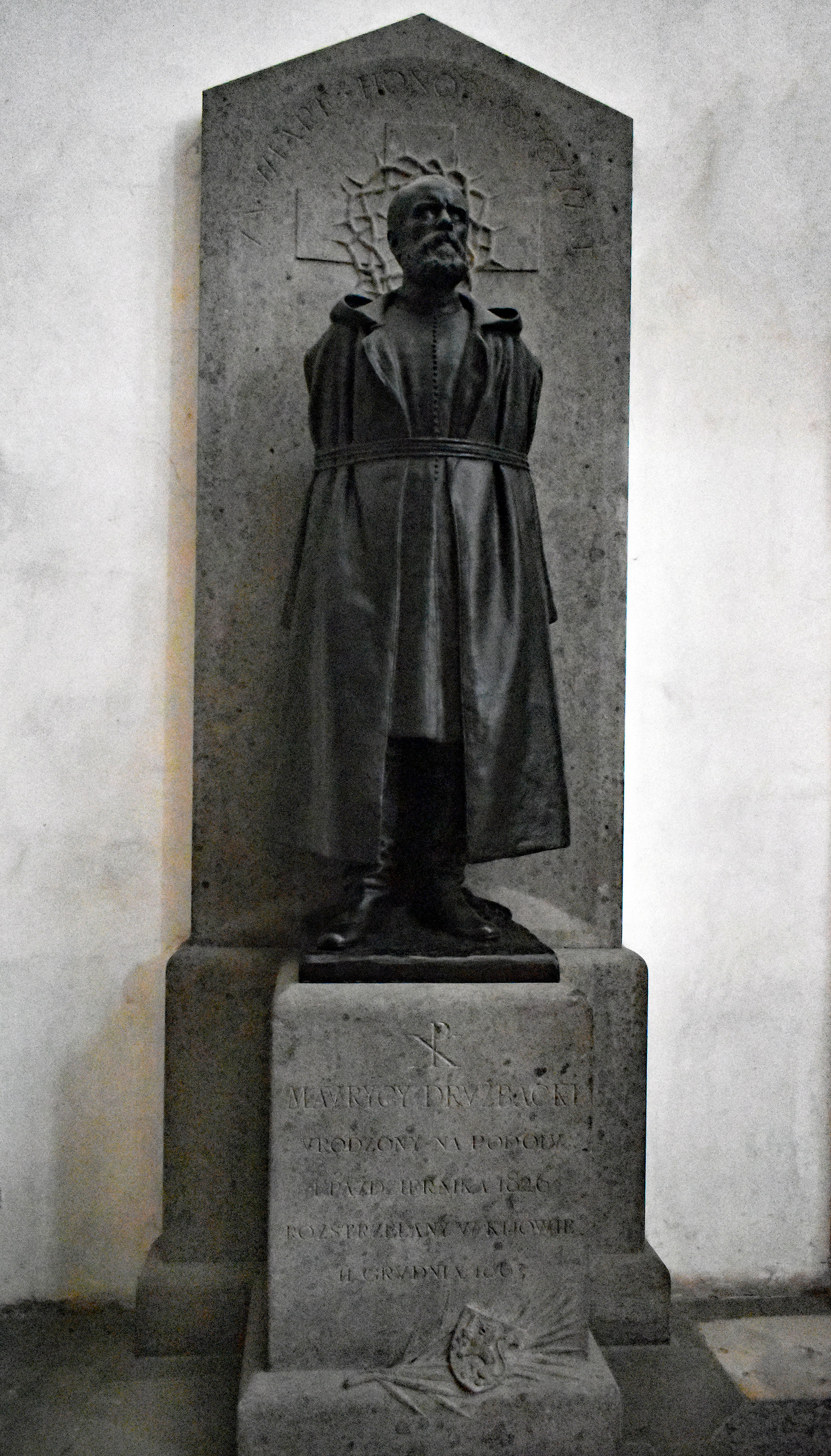
Monument à Maurycy Drużbacki